# Тархатинский мегалитический комплекс
Тархатинский мегалитический комплекс — археологический памятник, древний мегалитический комплекс, расположенный  в Чуйской степи в 25 км к юго-западу от села Кош-Агач, у автодороги Кош-Агач — Джазатор, в 2,5 км к северо-западу от реки Тархаты в Кош-Агачском районе Республики Алтай, Россия.
Комплекс был открыт и обследован в 1994 году экспедицией Горно-Алтайского государственного университета под руководством В. И. Соенова

## Описание объекта
Тархатинский мегалитический комплекс (ТМК) состоит из  уложенных по кругу каменных глыб. В южной части комплекса зафиксированы выкладки, сложенные из камней различного размера. Самый большой камень имеет размер 6 на 5 и на 4 метра. Внутренний диаметр сооружения примерно равен 60 метрам. Отдельные камни, как показали исследования, произведённые в 1996 году имеют намагниченность, отличную от намагниченности остального сооружения.

## Датировка
Изучение изображений на камнях сооружения указывает на то, что мегалитический комплекс был построен в эпоху бронзы.

## Назначение
Сооружение с высокой точностью (до одного градуса) ориентировано по сторонам света, что позволяет сделать вывод, что, как и многие другие мегалитические сооружения, этот комплекс являлся древней обсерваторией..

## Галерея
- Курайский хребет на заднем плане
- Человек для показа масштаба